# Gian Paolo Lomazzo
Gian Paolo Lomazzo (1538 — 1592) foi um pintor italiano que pertenceu a segunda geração do Maneirismo na arte e na arquitetura italianas.

## Vida
Gian Paolo Lomazzo nasceu em Milão e foi com a família para Lomazzo. Estudou com Giovan Battista della Cerva, em Milão.
Lomazzo acabou ficando ficou cego em 1571 e começou a escrever, produzindo dois complexos tratados que são marcos no desenvolvimento da crítica de arte. A primeira obra, chamada Trattato dell'arte della pittura, scoltura et architettura, é um guia de conceitos contemporâneos de decorum (decoração de ambientes com pinturas e esculturas), que a Renascença herdou em parte da Antiguidade Clássica. A outra obra, mais metafísica, é Idea del tempio della pittura, que oferece uma descrição da teoria dos quatro humores da natureza humana.
Giovanni Ambrogio Figino foi um de seus alunos.